# Flemming Christensen (Det Konservative Folkeparti)
 Der er flere personer med dette navn, se Flemming Christensen.
Flemming Christensen (født 7. april 1944 i Viborg) var borgmester i Køge Kommune 2013-2017, valgt for Det Konservative Folkeparti. Christensen er tidligere fodboldspiller for Viborg FF og uddannet bankmand ved Handelsbanken i Viborg. Han flyttede til Køge i 1986.

## Politisk karriere
I 2005 blev Flemming Christensen valgt til sammenlægningsudvalget for Skovbo Kommune og den gamle Køge Kommune. Han var borgmesterkandidat ved både valget i 2009 og 2013. I 2013 opnåede Det Konservative Folkeparti to mandater i byrådet. Christensen fik konstitueret sig med et flertal på 14 ud af 21, bestående af Venstre (10) og to medlemmer fra Dansk Folkeparti. Den 1. januar 2014 tiltrådte Flemming Christensen officielt posten som borgmester.
Ved valget i 2017 genvandt Marie Stærke (S) borgmesterposten efter at have mistet den til Christensen i 2013.
Han genopstillede ikke til byrådet ved kommunal- og regionsrådsvalget 2021, og Thomas Kampmann blev ny spidskandidat for Det Konservative Folkeparti i kommunen. Han stillede til gengæld op til regionsrådsvalget i Region Sjælland. Han fik 974 personlige stemmer hvilket ikke var nok til at blive valgt.

## Erhvervskarriere
Som 16-årig blev Flemming Christensen ansat som bankelev i Handelsbanken i Viborg i 1960. I 1969 var fodboldkarrieren slut, så Christensen søgte et halvårig studieophold i London. Herefter fik han et job i Frederikshavn og i 1973 flyttede han til Hjørring. Det første lederjob kom med en ansættelse ved Handelsbanken i Holstebro i 1975.
I 1980 blev Christensen ansat som souschef i afdelingen i Horsens, indtil stillingen som filialdirektør i Silkeborg blev ledig. I 1986 forlod han Jylland for et job som filialdirektør og områdechef ved Den Danske Bank i Køge. Ved fusionen mellem Den Danske Bank, Provinsbanken og Handelsbanken i 1990 blev han finialdirektør for den nye store afdeling i Køge. Her var Christensen indtil 1996, hvor han blev ansat som regionsdirektør i Sønderjylland. Efter en tur i Realkredit Danmark, vendte han senere tilbage til Køge.

## Sportskarriere
Flemming Christensen debuterede i 1965 som spiller på Viborg FF's førstehold i en kamp mod Køge Boldklub, der begge spillede i landets næstbedste række. Kampen vandt Køge Boldklub med 5-2. I 1968 blev et sprængt ledbånd enden for fodboldkarrieren.